# 중국서북항공
중국서북항공(중국어 정체자: 中國西北航空, 영어: China Northwest Airlines)은 중화인민공화국의 항공사로 1989년 중국민용항공총국의 시안 관리국을 바탕으로 설립되었다. 중국 공산당의 항공 회사의 간소화 정책에 의해 2002년에 중국동방항공에 인수되었다. 뒷 날개의 디자인은 서북 지역의 신화에 나오는 선녀를 본따 그렸다.

## 역사
- 1989년 12월 6일: 중국서북항공 이란 이름으로 정식 설립.
- 1996년: 시안 ~ 상하이 국내선 취항.
- 2002년 10월 11일: 중국동방항공에 인수 되어 중국동방항공 서북공사로 개편.

## 보유 기종

### 퇴역 기종
- 투폴레프 Tu-154M 10대
- Y-5 7대

## 사건 및 사고
- 1993년 7월 23일, 중국서북항공 2119편 여객기가 인촨 서화원 공항에서 이륙을 시도하던 중 추락해 탑승객 54명과 승무원 1명이 사망했다.
- 1994년 6월 6일, 중국서북항공 2303편기가 시안에서 광저우까지 비행하던 중 항공기가 부서지면서 오작동으로 추락해 탑승자 160명 전원이 사망했다. 이 사고는 중국 본토에서 발생한 가장 치명적인 항공사고로 남아 있다.

## 사진

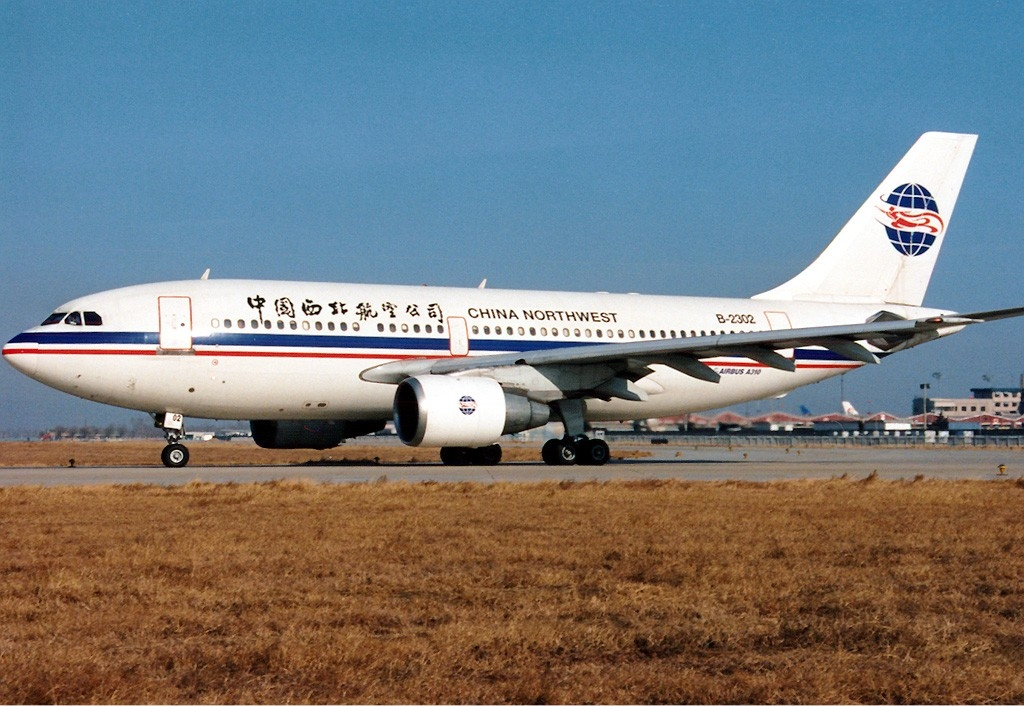
중국서북항공 소속 에어버스 A310-200 항공기
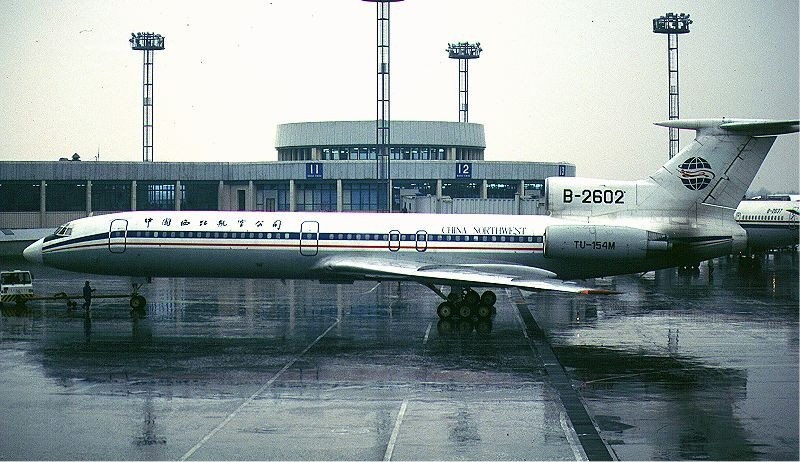
중국서북항공 소속 투폴레프 Tu-154M 항공기
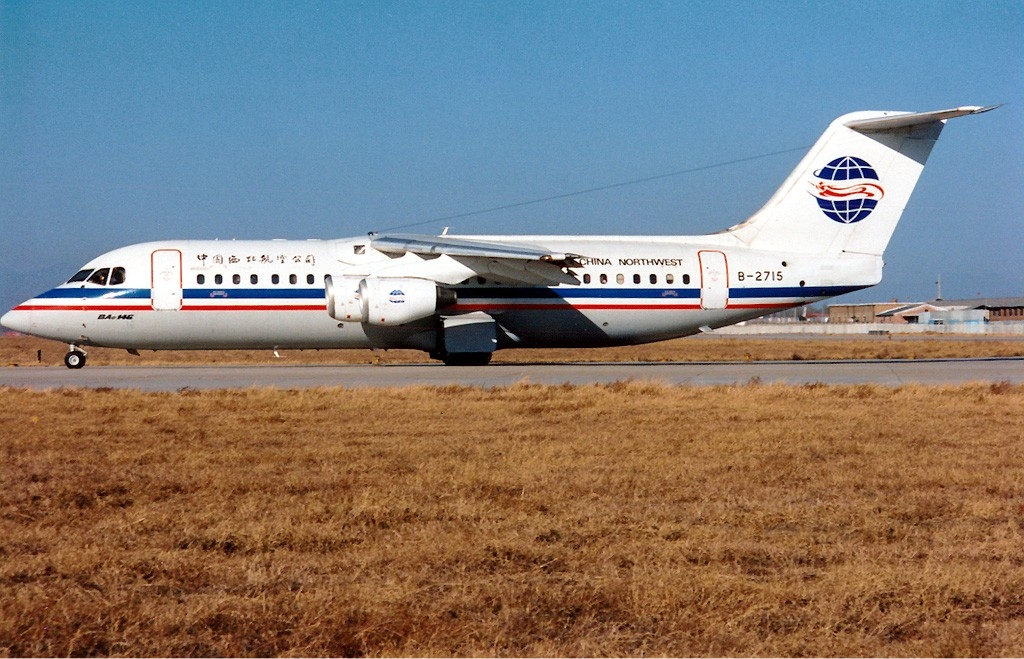
중국서북항공 소속 BAE 146-300 항공기